# Eleições parlamentares no Sri Lanka em 2010
As eleições parlamentares cingalesas de 2010 foram realizadas em 8 de abril.

## Resultados

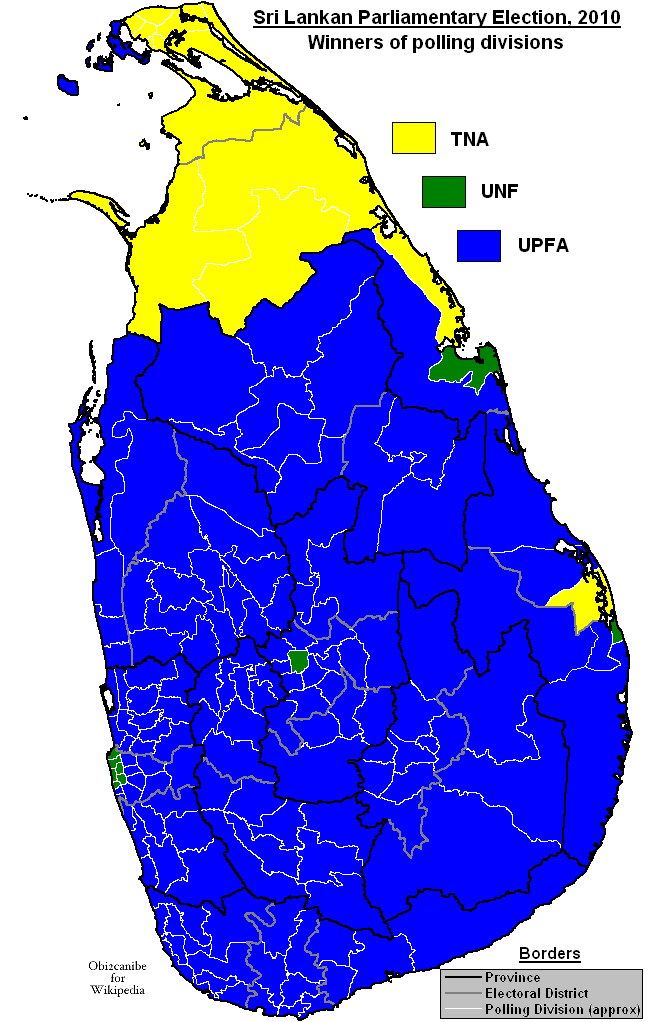
Amarelo: Aliança Nacional Tâmil; verde: Frente Nacional Unida; azul: Aliança do Povo Unido.